# Европеистика

Область изучения европеистов

Европеи́стика (англ. European studies, фр. Études européennes) — область научного знания, предложенная многими высшими учебными заведениями Европы, сосредоточена на текущем развитии европейской интеграции.
Некоторые программы предлагают социальную науку или учебный план по государственному управлению, фокусирующийся на развитии и совершенствовании Европейского союза. Такие программы обычно включают сочетание политологии, государственной политики ЕС, европейской истории, европейского права, экономики и социологии. Иные университеты подходят к предмету более широко, включая такие темы как европейская культура, европейская литература и европейские языки. Хотя все программы сосредотачиваются на изучении Европейского союза, они часто затрагивают также национальные темы (в сравнительной перспективе).

## Описание
Предмет изучения объединяет гуманитарные и общественные науки.
Дисциплины, изучаемые европеистикой:
- Культурология
- Экономика
- Европейские языки
- География
- История
- Право
- Лингвистика
- Литература
- Государственное управление
- Политология
- Социология
- и другие направления

Несмотря на то что явно факультеты европеистики намного более распространены в Европе, чем где бы то ни было, существуют учреждения, занимающиеся изучением данной науки далеко за её пределами, включая Северную Америку, Азию и Австралазию.
Европеистика являлась категорией в UK Research Assessment Exercise за 2008 год, стремящемся классифицировать университеты по их вкладу в её развитие. Пятерку лучших британских вузов по европеистике составляют: Лондонская школа экономики и политических наук, университеты Сассекса, Саутгемптона, Портсмута и Бата.